# Jessie Mae Hemphill

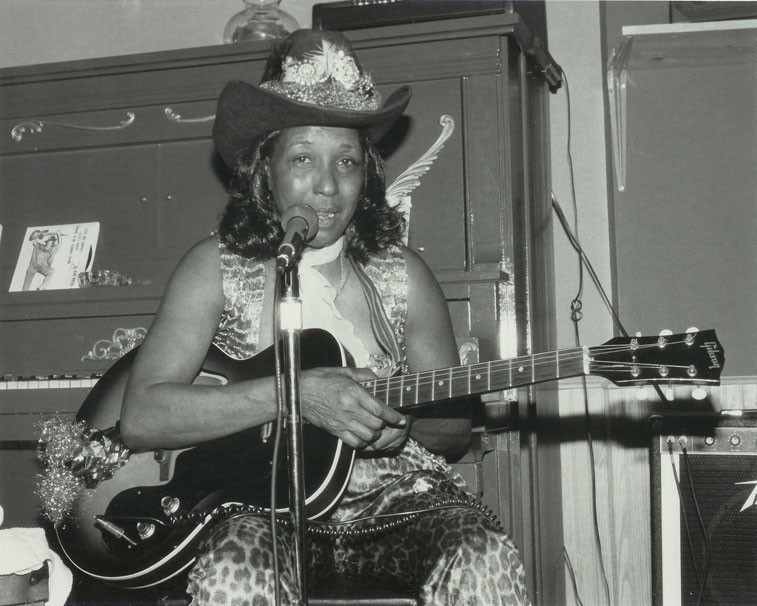
Jessie Mae Hemphill

Jessie Mae Hemphill (* 18. Oktober 1923 bei Como (Mississippi); † 22. Juli 2006 in Memphis (Tennessee)) war eine US-amerikanische Bluesmusikerin.
Die Enkelin von Sid Hemphill spielte bereits als Kind Gitarre und Trommel, unter anderem in der Fife-and-Drum-Band ihres Großvaters. Sie trat hauptsächlich bei lokalen Festen und Picnics auf, ab den 1950ern spielte sie auch in Bars in Memphis.
1967 nahm sie der Bluesforscher George Mitchell auf, 1973 dann David Evans; diese Aufnahmen wurden jedoch nicht veröffentlicht. 1981 erschien Hemphills erstes Album She-Wolf beim französischen Musiklabel Disques Vogue. Weitere Aufnahmen erschienen auf verschiedenen Kompilationen. Hemphill trat in zahlreichen Ländern auf, vor allem in Europa. 1987 und 1988 erhielt sie den W. C. Handy Award als „best traditional female blues artist“.
1990 kam ihr erstes Album in Amerika heraus, Feelin’ Good; es gewann einen Handy Award als „best acoustic album“. 1993 erlitt Hemphill einen Schlaganfall, der sie teilweise lähmte, so dass sie ihre musikalische Karriere beenden musste. 2004 war sie noch einmal auf dem Doppelalbum Dare You to Do It Again mit Gospelstandards zu hören, die sie sang, begleitet unter anderem von Nachkommen der Musiker Junior Kimbrough, R. L. Burnside und Otha Turner.
Jessie Mae Hemphill starb am 22. Juli 2006 in Memphis im Alter von 82 Jahren.

## Film
- Deep Blues: A Musical Pilgrimage to the Crossroads (1991)